# Trudelia
Trudelia é um género botânico pertencente à família das orquídeas (Orchidaceae).